# Villettes
Villettes település Franciaországban, Eure megyében. Lakosainak száma 169 fő (2022. január 1.). Villettes Venon, Canappeville, Feuguerolles, Saint-Aubin-d’Écrosville és Ecquetot községekkel határos.

## Népesség
A település népessége az elmúlt években az alábbi módon változott:
| Lakosok száma | 101  | 91   | 124  | 167  | 185  | 178  | 170  | 161  | 164  | 169  |
|               | 1968 | 1982 | 1990 | 2006 | 2013 | 2015 | 2017 | 2019 | 2020 | 2022 |